# Leif Glensgaard
Leif Glensgaard (født 11. marts 1948) er en dansk forretningsmand og tidligere politiker. Han sad i Folketinget for Fremskridtspartiet 1973-1984.
Glensgaard kom på tinge ved jordskredsvalget 1973. Han forlod dansk politik i 1984.
Hans første rolle uden for politik blev som direktør for Hope-elbilfabrikken, hvor han var blevet ansat af sin politiske kollega, Thure Barsøe-Carnfeldt. Men jobbet blev en spektakulær fiasko. Mange vil huske, hvorledes debutmodellen Whisper ved præsentationen i Forum for åbent kamera bragede ind i barrieren, mens statsminister Poul Schlüter og verdenspressen morede sig.
Glensgaards amerikanske drøm startede, da han arbejdede et par år som eksportkonsulent for danske firmaer med statshjælp fra Udenrigsministeriet. Sammen med sin kone Annegrethe Niemann, hvis mor Tove Niemann også MF for Frp, byggede han siden et trykkerifirma op i Houston, Texas og solgte det med god fortjeneste. Han fik dernæst en direktørstilling, og de sidste par år har Glensgaard været pensionist og bor på en ranch. Hans hustru er jurist og virker som advokat.